# Атомная энергетика Чехии
Атомная энергетика Чехии — в стране имеются две атомные электростанции.
- АЭС Дукованы: 4 энергоблока, на которых установлены реакторы типа ВВЭР-440 В-213, построены в 1985—1987 гг. Произвела (в 2013 году) 20 % потребляемой Чехией электроэнергии
- АЭС Темелин:  2 энергоблока, на которых установлены реакторы типа ВВЭР-1000/320, построены с 1985 по 2002 гг.

Характеристики парка реакторов действующих АЭС на 1 января 2021 года приведены в таблице:
| п/п | Наименование реактора | Тип реактора | Местонахождение | Установленная мощность-нетто, МВт | Установленная мощность-брутто, МВт | Начало строительства | Первое включение в сеть | Ввод в эксплуатацию (COD*) | Продолжительность строительства, полных лет | Продолжительность COD на 01.01.2021 полных лет |
| 1   | DUKOVANY-1            | PWR          | DUKOVANY        | 468                               | 500                                | 01.01.1979           | 24.02.1985              | 03.05.1985                 | 6                                           | 35                                             |
| 2   | DUKOVANY-2            | PWR          | DUKOVANY        | 471                               | 500                                | 01.01.1979           | 30.01.1986              | 21.03.1986                 | 7                                           | 34                                             |
| 3   | DUKOVANY-3            | PWR          | DUKOVANY        | 468                               | 500                                | 01.03.1979           | 14.11.1986              | 20.12.1986                 | 7                                           | 34                                             |
| 4   | DUKOVANY-4            | PWR          | DUKOVANY        | 471                               | 500                                | 01.03.1979           | 11.06.1987              | 19.07.1987                 | 8                                           | 33                                             |
| 5   | TEMELIN-1             | PWR          | TEMELIN         | 1027                              | 1082                               | 01.02.1987           | 21.12.2000              | 10.06.2002                 | 15                                          | 18                                             |
| 6   | TEMELIN-2             | PWR          | TEMELIN         | 1027                              | 1082                               | 01.02.1987           | 29.12.2002              | 18.04.2003                 | 16                                          | 17                                             |

*Примечания: COD (Commercial Operation Date) — коммерческая (промышленная) эксплуатация; PWR (Pressurized Water Reactor) — реактор с водой под давлением/
Топливо для обеих чешских станций до сих пор поставляла топливная компания «Росатома» ТВЭЛ. Однако в конце марта 2023 года представитель энергетического концерна ČEZ Ладислав Кржиж заявил, что со следующего года поставщиком топлива для АЭС «Дукованы» станет американская компания Westinghouse; ранее сообщалось, что с 2024 года на АЭС «Темелин» вместо ТВЭЛ топливо будут поставлять Westinghouse и французская компания Framatome. Чешские власти аргументируют эти замены соображениями национальной безопасности.

## Перспективы
Ведется тендер на строительство нового энергоблока на АЭС «Дукованы» (планируется завершить в 2036 году);
одновременно в 2023 году заявляется о планах по закупке у США малого модульного реактора и установке в районе АЭС «Темелин».